# Il colore del vento
Il colore del vento è una raccolta di poesie della scrittrice di origini italiane Kuki Gallmann.

## Descrizione
Si tratta della prima opera in italiano dell'autrice ed è composta da una raccolta di componimenti poetici tratti dal "diario" tenuto quotidianamente. I componimenti poetici sono intervallati da ricordi e appunti della Gallmann riguardo alle sue esperienze di vita tra Venezia e il Kenya.